# Харальдссон, Ингемар
Ингема́р Ха́ральдссон (швед. Ingemar Haraldsson; 3 февраля 1928 — 19 марта 2004) — шведский футболист, вратарь.

## Карьера

### В клубах
Начинал карьеру в клубе «Роннебю». В «Кальмаре» провёл два сезона — 1949/50 и 1950/51, в котором заменил перешедшего в 1950 году в АИК Бенгта Челля. В своём втором сезоне в чемпионате Швеции «Кальмар» занял последнее место и вылетел во второй дивизион, а Харальдссон перешёл в «Эльфсборг», который спустя 3 сезона, в 1954 году, так же вылетел. В сезоне 1960 года «Эльфсборг» занял первое место во втором дивизионе, вернулся в Аллсвенскан и на следующий год выиграл чемпионат Швеции. Завершил карьеру в клубе «Ульрисехамн» в возрасте 48 лет.

### В сборной
Был третьим вратарём сборной Швеции на домашнем чемпионате мира 1958 года. Свою единственную международную игру провёл 26 июня 1955 года в Москве в матче вторых сборных СССР и Швеции, выйдя на замену после первого тайма вместо Хенри Кристенссона, пропустившего 5 мячей.

## Достижения
«Эльфсборг»
- Чемпион Швеции: 1961